# Kéthasú állizom

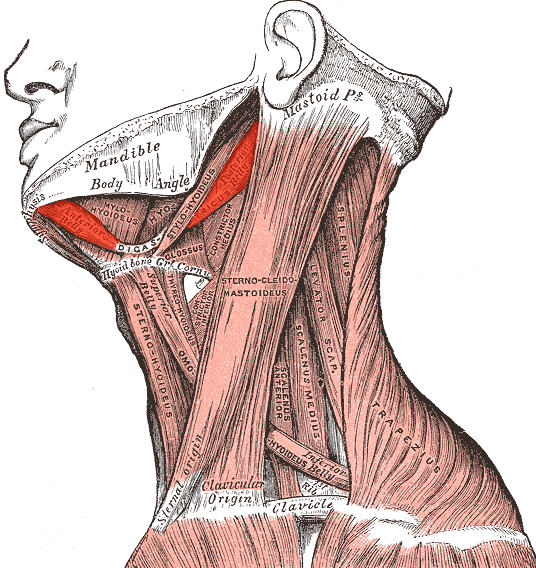
A nyak izmai (a vörös jelöli az izmot)

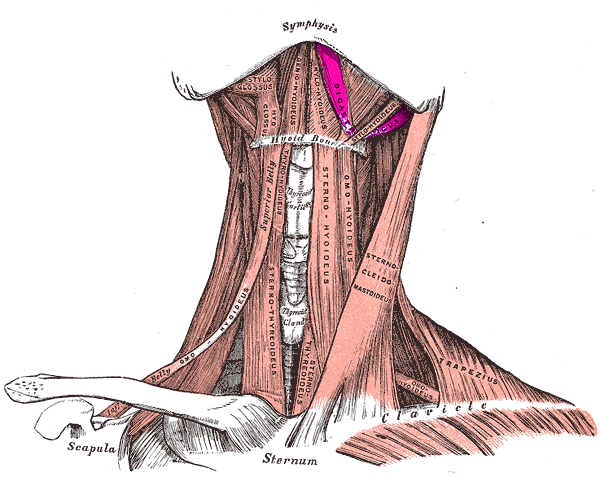
A nyak izmai (a rózsaszín jelöli az izmot)

A musculus digastricus (másképp musculus biventer mandibulae) egy apró izom az ember nyakában.

## Eredés, tapadás, elhelyezkedés
Két részből áll. Egy elülső és egy hátulsó részből melyeket középen egy apró szalag köt össze.
- Hátulsó rész: a csecsnyúlványról (processus mastoideus) ered és a köztes szalagban tapad.
- Elülső rész: a fossa digastricusból ered. A köztes szalagban tapad.

## Funkció
Nyitják a szájat. A nyelvcsontot (os hyoideum) a helyén tartja.

## Beidegzés, vérellátás
A hátsó részt a nervus facialis idegzi be. Az elülső részt a nervus mylohyoideus idegzi be. Az arteria carotis externa ágai látják el vérrel.

## Külső hivatkozások
- Definíció Archiválva 2008. június 20-i dátummal a Wayback Machine-ben
- Leírások
- Kép
- Kép Archiválva 2008. június 20-i dátummal a Wayback Machine-ben